# Italie (Epcot)
Pour les articles homonymes, voir Italie (homonymie).

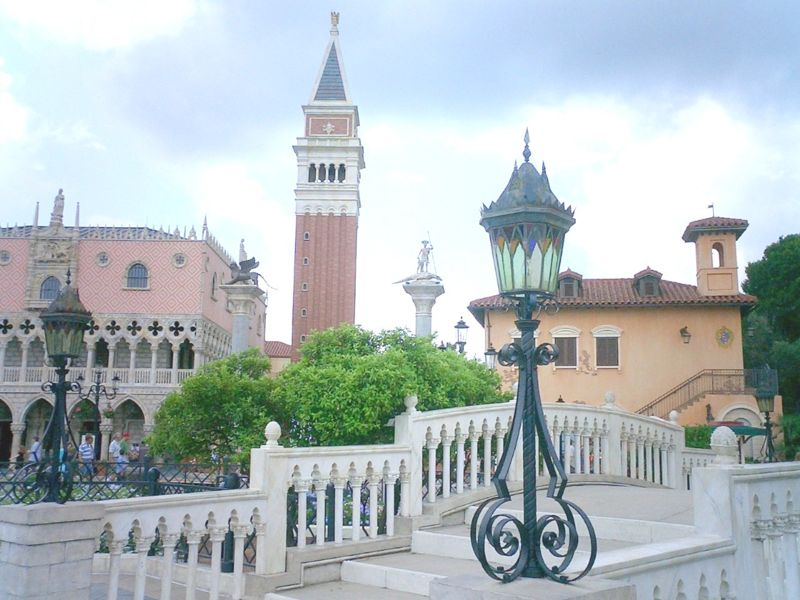
Le pavillon de l'Italie à Epcot

Le pavillon de l'Italie à Epcot, ouvert avec le parc le 1er octobre 1982, s'organise autour de deux places qui reprennent l'architecture de la place Saint-Marc à Venise avec son Campanile et le Palais des Doges ainsi que la Piazzetta, mais avec deux différences notables, le pavillon est construit comme le reflet dans un miroir de la place réelle et aussi en taille réduite.
Devant le pavillon, la Piazetta possède une île artificielle, baptisée Isola del Lago, délimitée par un canal enjambé de deux ponts, ce qui permet de descendre au bord du lac et évoque le célèbre Grand Canal de Venise. Des gondoles sont amarrées au bord du lagon.
L'entrée du pavillon se fait entre les deux colonnes du lion ailé de saint Marc et saint Théodore. Le premier bâtiment est un édifice en stuc à toit d'argile, évoquant les Arcata d'Artigiani. La Piazza del Teatro qui reproduit la Place Saint-Marc se situe derrière le campanile et le palais de Doges comme dans la réalité. En face un bâtiment reprend l'architecture des campagnes florentines.
Mais ensuite le pavillon s'autorise des libertés dans la reproduction. Ainsi un important exèdre rond trône au centre de la Piazza St Marco et aucun bâtiment n'existe où devrait se tenir la célèbre basilique Saint-Marc de Venise (à l'ouest du pavillon). Une fontaine termine la place. Elle accueille une statue de Neptune avec deux dauphins monstrueux à ses pieds, et cherche à évoquer la Renaissance en faisant hommage à Gian Lorenzo Bernini.
Comme celui allemand, le pavillon ne comprend que des restaurants et des boutiques agencés autour de la place.
L'Originale Alfredo di Roma Ristorante est un restaurant "grand standing" qui occupe le bâtiment à l'est de la Piazza del Teatro. Il reproduit le décor de la Rome antique et est tenu par un descendant direct d'Alfredo di Lellio, l'inventeur des Fettuccine Alfredo.
Le 5 août 2010, le pavillon s'agrandit avec un restaurant, la pizzeria Via Napoli.
Les deux bâtiments à l'entrée contiennent des boutiques.
- Au pied du Campanile
  - La Gemma Elegante proposant des bijoux
  - Il Bel Cristallo proposant des verreries et de la cristallerie
- le bâtiment florentin
  - La Cucina Italiana proposant des objets de cuisine
  - Delizie Italiane proposant des plats italien

Des artistes animent régulièrement la place, tels que des clowns, des mimes ou des acteurs-statues.